# HMHS Dover Castle
O HMHS Dover Castle foi um navio a vapor originalmente construído para a Union-Castle Line, mas foi requisitado como um navio hospital britânico durante a Primeira Guerra Mundial. Em 26 de maio de 1917, ele foi torpedeado pelo U-Boot alemão UC-67.

## História
O SS Dover Castle foi construído pelo estaleiro Barclay Curle & Company, em Glasgow, sendo lançado em 4 de fevereiro de 1904. Ele era alimentado por quatro motores de expansão quadrupla. Ele foi construído como uma embarcação de passageiros e carga combinada para a Union-Castle Mail Steamship Company, de Londres.
Em 4 de outubro de 1916, Franconia, ao se dirigir para Salonika, foi torpedeado e afundado pelo U-Boot alemão UB-47 a 195 milhas náuticas (361 km) a leste de Malta. O navio não transportava nenhuma tropa, mas de seus 314 membros da tripulação, 12 morreram. O restante da tripulação (302) foram salvos pelo Dover Castle.

## Naufrágio
O Dover Castle foi torpedeado pelo U-Boot alemão UC-67 em 26 de maio de 1917 a 50 milhas (80 km) ao norte de Bône. A explosão inicial matou sete foguistas, mas a tripulação conseguiu evacuar os feridos ao HMS Cameleon. O capitão e uma pequena parte da tripulação tentaram salvar o navio, mas foram atingidos por um segundo torpedo uma hora depois, afundando em três minutos.

## Ministério Público
O oficial comandante do UC-67, Karl Neumann, foi julgado pelo naufrágio do navio no Leipzig War Crimes Trials. No entanto, ele foi considerado não culpado; Neumann admitiu ter torpedeado o navio, mas alegou que estava obedecendo as ordens emitidas pelo Almirante alemão. O governo alemão afirmou que seus aliados utilizavam navios hospitalares para fins militares e declararam, em 19 de março de 1917, que os submarinos alemães poderiam atacar navios hospitais inimigos. O tribunal considerou que Neumann acreditava que a ordem era uma represália legítima e, portanto, não era pessoalmente responsável pelo naufrágio.